# Hebetula hexacantha
Hebetula hexacantha är en tvåvingeart som först beskrevs av Jean-Jacques Kieffer 1911.  Hebetula hexacantha ingår i släktet Hebetula och familjen svidknott.
Artens utbredningsområde är Seychellerna. Inga underarter finns listade i Catalogue of Life.